# Amarinto

Mapa de Eubea con la ubicación de algunas de sus principales ciudades en la Antigüedad. Amarinto se ubicaba en la parte central de la isla.

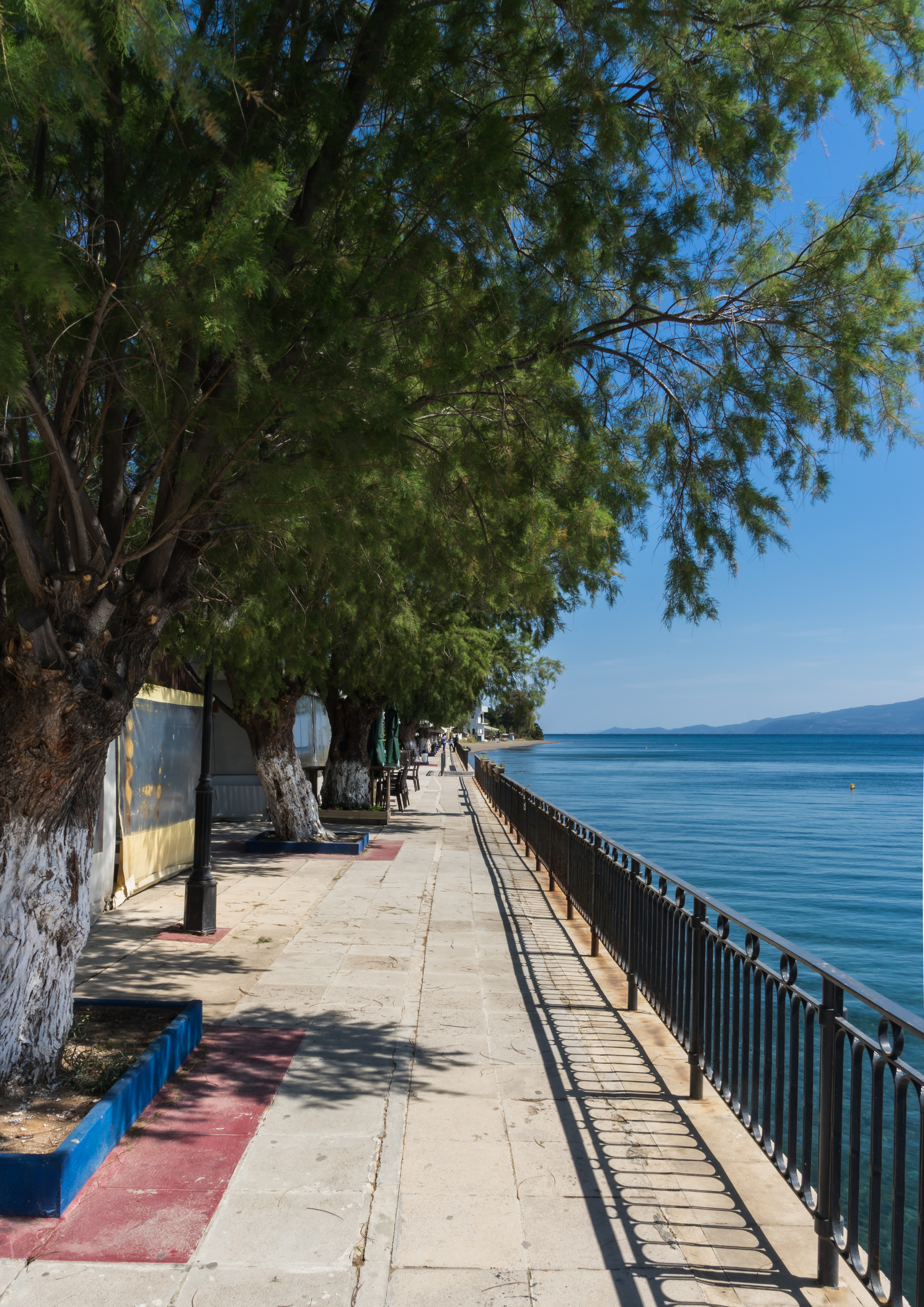
Paseo marítimo en Amarinto.

Amarinto (en griego, Αμάρυνθος) es el nombre de una antigua ciudad griega de Eubea. En la actualidad hay una población moderna que conserva su mismo nombre.
El topónimo de Amarintos se menciona en una tablilla micénica de lineal B como a-ma-ru-to en relación con entregas de lana del palacio de Tebas.
Estrabón cita un santuario de Ártemis Amarintia con una columna donde los eretrios habían grabado una inscripción según la cual efectuaban desfiles con tres mil hoplitas, seiscientos jinetes y sesenta carros. En honor a Ártemis se celebraban unas fiestas llamadas Amarintias o Amarisias.
Estrabón ubica Amarinto a siete estadios de Eretria, ciudad a la que pertenecía en su tiempo. La distancia se corresponde de manera exacta con la localización propuesta por Olivier Reverdin, junto a un oratorio situado en Agia Paraskeví, donde se han hallado bloques de mármol y restos de cerámica. Sin embargo, un equipo de arqueólogos del Servicio Arqueológico Griego y de la Escuela de Arqueología Suiza encabezados por Karl Reber y Amalia Karapasjalidu hallaron restos de edificios de entre los siglos VI y II a. C., así como otros objetos del periodo geométrico. Las inscripciones que hallaron en 2017 indican que los restos están relacionados con el templo de Artemisa Amarintia, al pie de la colina llamada Paleokeliski o Paleochora, al este de la moderna Amarintos. Se trata de un lugar situado a 11 kilómetros (unos 60 estadios) de Eretria, es decir mucho más alejado de los siete estadios indicados por Estrabón.